# Тепегёз

Басат убивает Тепегёза. Худ. Микаил Абдуллаев, 1956 год.

Тепегёз или Депе-Гёз (азерб. Təpəgöz, тур. Tepegöz Tübegöz, Töbököz, Töpekös, туркм. Depegöz) — одноглазый великан (дэв) в тюркской мифологии, рассказ о котором сводится к тому, что Тепегёз загоняет человека в пещеру, своё логово, собираясь съесть, но человек ослепляет его, вонзив в его единственный глаз остриё, и выбирается из пещеры, накинув на себя овечью шкуру. Слово «тепе» в переводе с тюркских языков означает «темя», а «гёз» — «глаз». Круглое отверстие в верхней части юрты также называется Тепегёз.
Образ Тепегёза восходит к великану-людоеду Депе-Гёзу, персонажу огузского героического эпоса «Китаби-Деде Коркут». В восьмой главе эпоса под названием «Басат убивает Тепегёза» говорится о том, как пастух Сары чобан встречается в безлюдном месте с дочерью пери и совершает над ней насилие. От этой связи на свет появляется жестокий людоед, именуемый в народе как Тепегёз, из-за единственного глаза на лбу. Рос он не по дням, а по часам. Причём когда его хотели разрубить мечом, он становился ещё больше.
Сары чобан отказался от сына, и Тепегёз воспитывался у отца Альп Аруза, одного из предводителей огузов, на чьей земле он и был найден. Тепегёз нападал на караваны, пожирал путников. Лишь Басат, сын Альп Аруза, смог одолеть Тепегёза, ослепив и отрубив ему голову его же собственным мечом.
Эта глава, которая была опубликована в 1815 году, является первой опубликованной частью эпоса. Опубликовавший её немецкий востоковед Генрих Фридрих фон Диц обнаружил её в рукописи эпоса «Китаби Деде Коркуд» XVI века, хранящегося в Дрезденской библиотеке, в Германии.
В мифе о Тепегёзе встречаются элементы мифа об Одиссее и Полифеме.

## Происхождение мифа

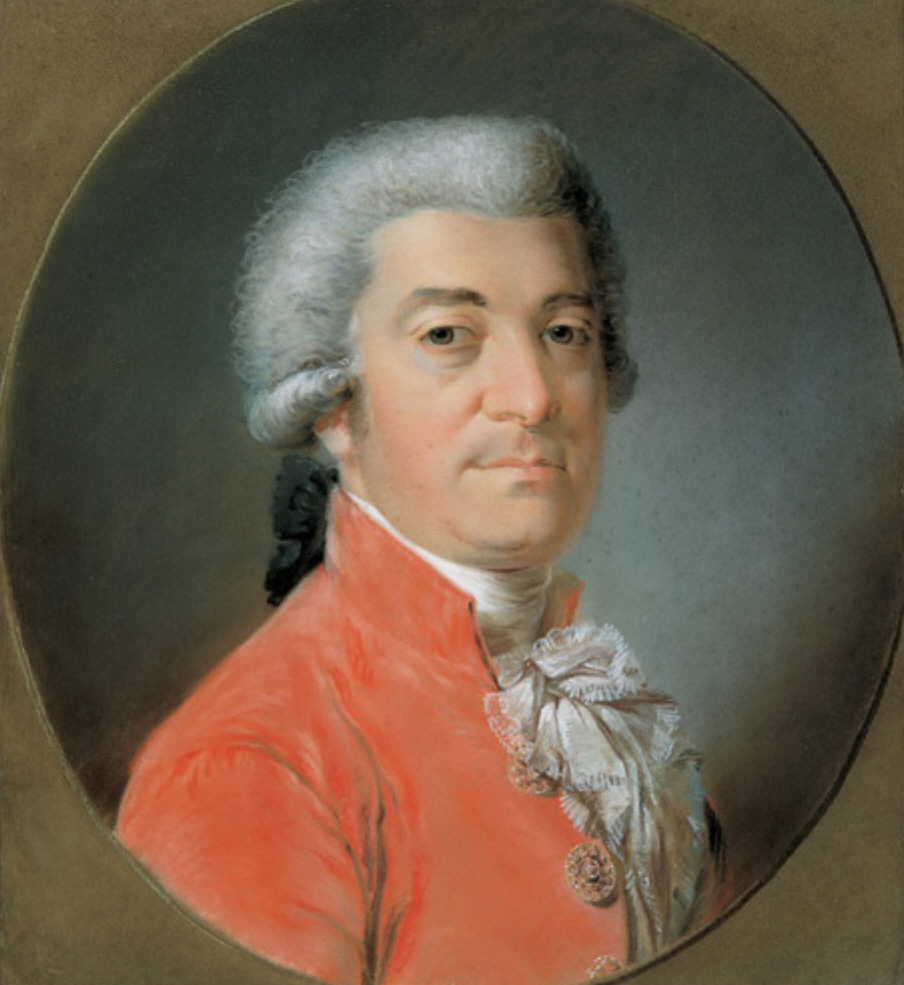
Генрих Фридрих фон Диц.

В 1815 году Г. Ф. фон Диц написал исследование, согласно которому гомеровский Полифем является заимствованием образа Тепегёза из огузских мифов. Современный исследователь Сирил С. Мунди из Института восточных исследований Лондонского университета находит эту работу Дица неточной и создающей ложное впечатление от эпоса, Мунди приходит к выводу, что между мифами о Полифеме и Тепегёзе нет прямой связи, однако имя «Тепегёз» возможно греческого происхождения.
Также в XIX веке казахский этнограф Ч. Ч. Валиханов, а вслед за ним русский востоковед Н. В. Остроумов писали, что в киргизско-казахских степях бытует миф об одноглазых великанах, сюжет которого в главных чертах совпадает с мифом о Полифеме в «Одиссее», в особенности со сказанием о Тепегёзе «Книги моего деда Коркута». В тюркоязычном фольклоре киклопы часто фигурируют в двух ипостасях — мужской и женской. У некоторых тюрко-монгольских народов миф о Тепегёзе поныне бытует в разных жанровых формах — сказочной и легендарной.

## В литературе

### «Огуз-Наме»
Ещё в начале XIV века, в 1309 году историк огузского происхождения Абубекр ибн Абдуллах ибн Айбек-ад-Давадари написал в Египте на арабском небольшую хронику («Жемчуг из истории восславленных»), где писал о некой переведённой из тюркского на персидский язык книге, принадлежащей в VI веке визирю сасанидского правителя Ануширавана, Бузург-Мехрую.
Это произведение, которое называлось «Дастан Улухан Ата Битикчи», в VIII веке, во время правления Харун-ар-Рашида было переведено на арабский. Абубекр, используя эту рукопись, рассказывал о тюркских дастанах, Огуз-хане и вошедшим позднее в эпос «Китаби Деде Коркуд» Тепегёзе. Произведение было известно также как «Огуз-Наме», оригинал которого не дошёл до наших дней. Рассказы о Тепегёзе из этого произведения отличаются от «Огуз-Наме», написанного на уйгурском и хранящегося в Париже.

### Эпос «Китаби Деде Коркут»

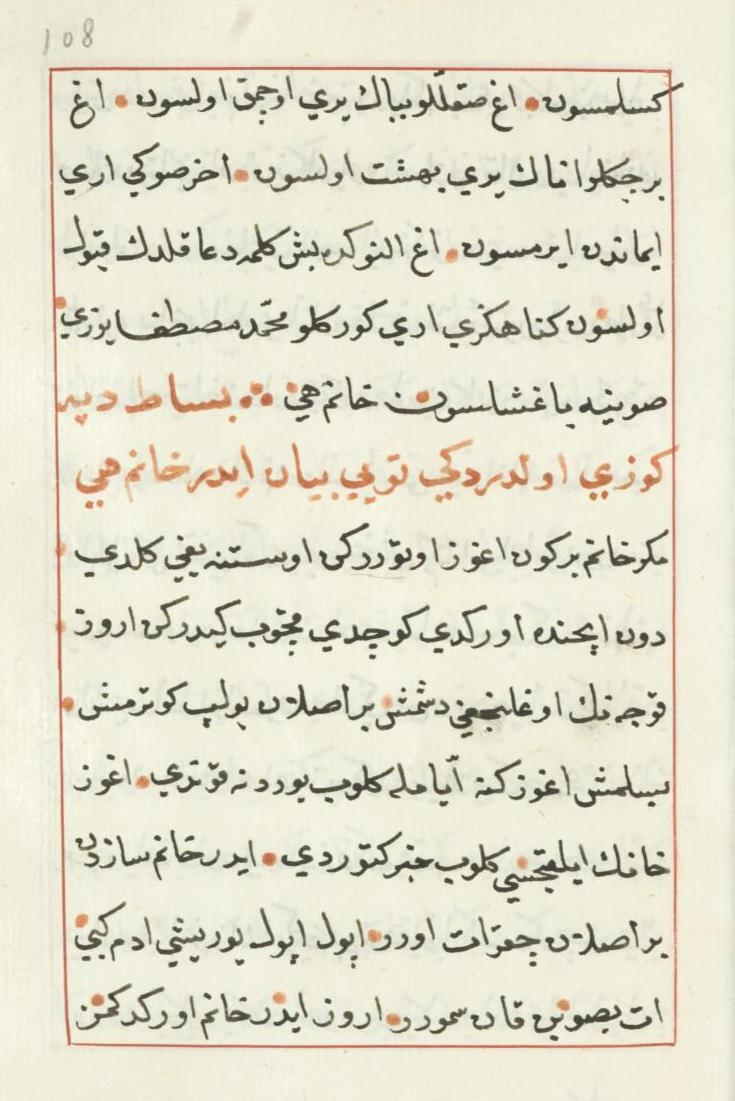
Начало главы о том, как Басат убивает Тепегёза из рукописи XVI века огузского эпоса «Китаби Деде Коркуд» на тюркском языке.

Упоминание о Тепегёзе встречается в самой старой, известной на сегодняшний день, хранящейся в Дрезденской библиотеке рукописи эпоса «Китаби Деде Коркуд», написанной в XVI веке. Главу о Тепегёзе, которая называется «Бой (песнь) о том, как Басат убивает Тепегёза, эй мой хан» («басат депе гёзи олдюрдюги бойи бейан едер ханум ей»), в 1815 году перевёл на немецкий язык и опубликовал (наряду с оригинальным текстом на тюркском) немецкий востоковед Генрих Фридрих фон Диц. Так Запад узнал о Тепегёзе.

#### Сюжет восьмой главы о том, как Басат убивает Тепегёза
Восьмая глава этого эпоса начинается историей Басата. Во время атаки врагов огузы были вынуждены покинуть родные края. В это время потерялся маленький сын одного из предводителей огузов, Аль Аруза. Младенца находит и вскармливает львица. Через некоторое время огузы вновь вернулись. Смотритель лошадей Огуз хана сообщил о диком человеке с повадками льва, который нападает на лошадей. Аруз хан сказал, что это, возможно, его потерявшийся сын. Мальчика находят и приводят в лагерь огузов и Деде Коркут даёт ему имя Басат.
История Тепегёза начинается так. У Аруз хана был пастух по имени Сары. Однажды одна из овец пастуха сбежала к роднику под именем «Узун булаг», куда слетались крылатые пери. Когда пастух пришёл к роднику за потерявшейся овцой, девушки-пери начали улетать. Но одну пери пастуху удалось поймать. Улетая, пери сказала пастуху, что через год он должен прийти и забрать ему принадлежащее, и что он навлёк на огузов страшную беду.
Спустя время пастух вернулся к роднику и увидел спящий и светящийся кусок мяса. Прилетевшая пери сообщила, чтобы пастух забрал его, и что он навлёк на огузов беду. Удивлённый пастух ударил мясо, тот вырос, и пастух убежал обратно к овцам. А к роднику пришли огузы под предводительством хана Баяндура. Они заметили ту самую мясную массу. Один из огузов слез с коня и ударил его. Тот вырос. Как только сам Аруз хан тронул мясо, его плёнка раскрылась, и на свет появился мальчик с единственным глазом на лбу. Аруз попросил у Баяндур хана: «Дайте его мне, буду растить вместе с сыном своим, Басатом.» Баяндур разрешил.
Аруз привёл Тепегёза домой и попросил накормить его грудным молоком. Тепегёз, высосав у кормилицы всё молоко и всю кровь, убил её. Так он убил несколько кормилиц. Видя, что так не получится, Тепегёза начали кормить ведром молока в день. Тепегёз вырос и начал играть с другими детьми. Он откусил у одного ухо, у другого нос. Люди пожаловались Аруз хану. Аруз хан поругал и избил Тепегёза, после выгнал из дому.
Прилетевшая мать Тепегёза, пери, дала сыну кольцо, сказав, что благодаря ему ни одна стрела не пронзит его, ни один меч не зарубит. Тепегёз, укрывшись на высокой горе, начал разбойничать, похищать людей. Люди, которые нападали на него, не могли пронзить его стрелами и зарубить мечом. Почти всех пастухов в округе съел Тепегёз и начал есть огузов.
Когда огузы ополчились на Тепегёза, тот их увидел, вырвал дерево и бросил его на отряд, смяв около пятидесяти человек. От рук Тепегёза пал Гарагюне, брат главаря огузов Газан-хана, Алп Рустам, такой богатырь, как Ушун годжа оглу и два его брата. Среди павших воинов был и сын Аруз-хана Гыйан Сельджик — старший брат Басата. После того, как Тепегёз семь раз напал на поселения огузов, те решили платить Тепегёзу дань и обратились к мудрецу Деде Коркуту. Деде Коркута привели к Тепегёзу для переговоров, и Тепегёз запросил шестьдесят людей в день для еды. Но Деде Коркут отказался, сказав, что так у огузов не останется людей. Взамен он обещал два человека и пять овец в день. Тепегёз согласился при условии, что ему дадут ещё двоих, для того, чтобы те готовили ему еду. Тепегёзу дали двух огузов-стариков по имени Япаглы годжа и Бунлу годжа.

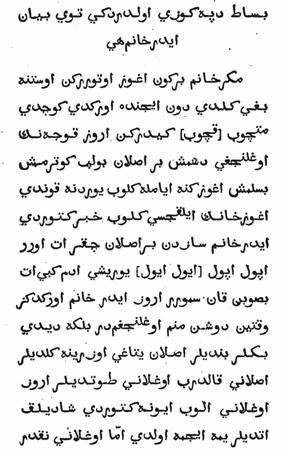
Отрывок главы «Басат убивает Тепегёза» эпоса «Китаби Деде Коркуд» на тюркском языке. Опубликовано в 1815 году.

Та семья, что имела четырёх сыновей, дала одного, оставила троих, имевшая трёх дала одного, оставила двоих, имевшая двух дала одного. Наконец очередь дошла до человека по имени Гаппаган, который уже пожертвовал одним сыном, и у него остался только один. В это время из похода вернулся сын Аруза, Басат. Родители юноши рассказали Басату о Тепегёзе и обратились к нему с просьбой отдать одного из пленников Тепегёзу вместо их сына. Басат согласился. Узнав о смерти своего брата, Басат решил отомстить Тепегёзу.
Опоясавшись мечом и стрелами, Басат отправляется к скалам Салахан, где живёт Тепегёз. Увидев отдыхавшего на солнце Тепегёза, Басат пускает стрелу ему в плечо. Но стрела, как и несколько последующих стрел, пущенных Басатом, разбивается о плечо в щепки. А Тепегёз, не зная, что в него стреляют, жалуется готовящим ему еду старикам на мух. Наконец, увидев одну из стрел, Тепегёз срывается с места, хватает Басата, кладёт его в голенище своего сапога и говорит старикам, чтобы те зажарили его, а сам отправляется спать. Басат режет сапог, выбирается на свободу и спрашивает у стариков про уязвимое место Тепегёза. Те говорят, что у Тепегёза только глаз из мяса. Басат просит их нагреть нож и открывает единственное веко Тепегёза и видит, что действительно глаз из мяса.
Басат взял нож в руки, воздал хвалу Мухаммеду, и воткнул нож в глаз Тепегёза. Тот зарычал от боли, а Басат отскочил и вошёл в пещеру. Тепегёз, поняв, что Басат в пещере, загородил выход из пещеры, положив одну ногу по одну сторону выхода, другую по другую. Овцы начали выходить из пещеры, а Басат повалил барана, зарезал, снял с него шкуру, и оделся в неё. Тепегёз понял, что Басат собирается выходить из пещеры, одевшись в шкуру. Но Басат протянул Тепегёзу голову барана и вышел из пещеры. Тепегёз попросил Басата взять перстень его и надеть его на свой палец, сказав, что таким образом против Басата будут бессильны и стрела и меч. После того, как Басат надел перстень, Тепегёз спросил Басата, надел ли он перстень. После того, как Басат ответил, что надел, Тепегёз накинулся на него, но Басат отскочил. Далее Тепегёз сказал Басату, чтобы тот пошёл в купол (казну Тепегёза) и наложил туда печать. Как только Басат зашёл под купол, Тепегёз нанёс удар и купол обвалился. Но Басат со словами «Нет бога, кроме Аллаха, Мухаммед — посланник Аллаха» сумел выбраться. Тепегёз решил снова заманить Басата в западню, сказав, чтобы Басат зашёл в пещеру и взял его меч, которым только и можно убить Тепегёза. Басат увидел этот меч, который висел в воздухе на цепи. Он коснулся меча своим мечом, и его меч тут же раскололся на две части. Затем он коснулся меча куском дерева, но и дерево раскололось. Тогда Басат пустил стрелу в основание меча, меч упал и Басат взял его.
Узнав, что Басат опять не умер, Тепегёз начал жаловаться на боль в глазу, а затем спросил, откуда Басат родом, кто его предводитель, отец. Басат ответил, что сам он родом из Гюнортаджа (предположительно, местность в Карабахе), что их предводитель Баяндур-хан, что его мать — Габа агадж, отец — свирепый лев, а его самого зовут Басат, сын Аруза. Тепегёз сказал, что они братья и попросил не губить его. Но Басат сказал, что он отомстит за кровь своего брата и убьёт Тепегёза. Тут Тепегёз сказал:
| Русская транслитерация оригинала на тюркском Галгубаны йеримден турам дердим. Галын Огуз бягляринден эхдим бозам, дердим. Йениден тоганын гырам, дердим. Бир кез адам этине тойам, дердим. Галын Огуз беглери узериме йыгылуб гяля, дердим. Гачубаны Салахана гайасына гирем, дердим. Агыр манджылаг ташла атам, дердим. Энуб таш, башыма дюшибен олем, дердим. Ала гёзден айырдын, джигит, мени! Татлу джандан айырсун гадир сени! Аг сагаллу годжалары чог аглатмышам. Аг сагаллы, гарышы тутды ола, гёзюм, сени? Аг бирчеклю гарыджыглары чог аглатмышам. Гёзи яшы тутды ола, гёзюм, сени? Быгчагы гарармышджигитджиклери чог йемишем. Джигитликлери тутды ола, гёзюм, сени? Эльджюгези гыналы гызджыгазлары чог йемишем. Гарышджулары тутды ола, гёзюм, сени? Эля ким чякярем мен гёз буныны, Хеч джигиде вермесун гадир тенри гёз юкини! Гёзюм, гёзюм, ай гёзюм! Йалнуз гёзюм! | Перевод В. В. Бартольда Я говорил, что поднимусь и встану со своего места; Я говорил, что нарушу договор с остальными беками огузов; Я говорил, что истреблю тех из них, кто вновь появился на свет; Я говорил, что (хоть) раз наемся досыта человеческого мяса; Я говорил, что остальные беки огузов, собравшись, пойдут на меня; Я говорил, что убегу, войду в пещеру, где готовят мне жаркое; Я говорил, что буду пускать камни тяжёлой машиной; Я говорил, что камень опустится, попадёт мне в голову и я умру. Со светлым глазом, джигит, ты разлучил меня, Со сладостной душой да разлучит всемогущий тебя! Белобородых стариков я много заставлял плакать; Должно быть, их белые бороды, их проклятие навлекли беду на тебя, мой глаз! Седокудрых старух я много заставлял плакать; Должно быть, слёзы их глаз навлекли беду на тебя, мой глаз! Я съел много джигитов с потемневшей кожей; Должно быть, их джигитство навлекло беду на тебя, мой глаз! Я съел много девочек с ручками, окрашенными хной; Должно быть, их ручки навлекли беду на тебя, мой глаз! Как я терплю боль в глазу сегодня, Так всемогущий бог пусть не даст ни одному джигиту глаза сегодня! Глаз мой, глаз мой единственный, глаз! |

После этих слов Басат разгневался, встал, заставил Тепегёза опуститься на колени и отрубил ему голову его же собственным мечом. Затем послал Юкли-Коджу и Янаглу-Коджу с радостной вестью к огузам. А Деде Коркут воспел подвиг Басата.

### «Деде Коркут»
Азербайджанский писатель Анар использовал миф о Тепегёзе в своей книге «Деде Коркут», изданной в 1980 году. В этой книге Тепегёз — разбойник и живёт в Азыхской пещере, у так называемого «Кровавого ущелья», останавливает и грабит караваны. Когда караван верблюдов, посланный Бейбуром, одним из предводителей огузов, возвращался из страны греков, проходил мимо этого ущелья и попался на глаза Тепегёзу, тот схватил купцов и отнял у них их товары. Лишь одному купцу удалось вырваться и сообщить обо всём сыну Бейбура. Тот помчался вслед за купцом к пещере Тепегёза и вызвал его на бой. Во время битвы юноша ослепил Тепегёза и вывел купцов из пещеры, после сунув Тепегёзу человеческий череп из пещеры, обманул его и выбежал из пещеры с товарами. В злости обманутый Тепегёз ухватился за известняковый столб и начал его трясти. От этого потолок пещеры обрушился прямо на Тепегёза.

Отрывок о схватке сына Бейбуры с Тепегёзом из рассказа Анара «Деде Коркут»:
Тепегёз издал рык и вышел из пещеры. От его рыка содрогнулись горы, семь скал семь раз отозвались, камни на склоне горы сдвинулись и покатились. Тепегёз взял в руки палицу и кинулся на юношу. Тот поднял щит, защищаясь от палицы. Тепегёз ударил сверху. Щит раскололся; юноша был ранен, но не упал. Тепегёз выхватил свой меч, парень — свой, начали они биться, не могли одолеть друг друга. Пиками кололись; лбами сшибались; боролись, хватая друг друга за пояс. Пики ломались, земля разверзалась, а они не могли одолеть друг друга. Тепегёз зарядил лук, прицелился, выстрелил, ранил юношу в плечо, пролил его алую кровь, поднял свой меч, кинулся на юношу, хотел срубить ему голову, но юноша вывернулся, отскочил, зацепился арканом за ветку большого дерева, сам ухватился за другой конец, раскачался, перепрыгнул на ту сторону реки. Когда Тепегёз повернул голову и хотел посмотреть на него своим единственным глазом, юноша снова перепрыгнул на верёвке на этот берег. Так он мотался на верёвке туда-сюда, а Тепегёз своим единственным глазом не мог уследить за ним. Но вот юноша подпрыгнул очень высоко и, в воздухе прицелившись, послал стрелу прямо Тепегёзу в глаз.

## Тепегёз в искусстве
Образ Тепегёза привлекал внимание многих деятелей искусства. Так, в 1956 году азербайджанский художник Микаил Абдуллаев создал несколько иллюстраций к эпосу «Китаби Деде Коркут». В числе прочих были и образы Тепегёза.

### Мультфильмы о Тепегёзе

Кадр из азербайджанского мультфильма «Басат и Тепегёз», 2003 год.

В 1988 году на студии «Азербайджантелефильм» был снят короткометражный мультфильм «Басат — победитель Тепегёза», в котором Деде Коркут, видя удаль молодого юноши, дал ему имя Басат. Вскоре Басат одержал победу над одноглазым великаном, которого звали Тепегёз. За этот фильм режиссёр Вагиф Бейбутов в 1991 году был удостоен Государственной премии Азербайджанской Республики. Музыка к мультфильму была написана Рафиком Бабаевым, ставшим в 1993 году народным артистом Азербайджана, а через год погибшим в результате теракта в Бакинском метро.
В 2003 году на студии «Азанфильм» режиссёр Ариф Магеррамов снял мультфильм «Басат и Тепегёз». Тепегёза озвучивал Народный артист Азербайджана Яшар Нури.